# 火鳥增一
HD 222095，又名CD-4614720，SAO 231707、HR 8959，是一颗鳳凰座的恒星，视星等为4.74，位于銀經336.66，銀緯-66.52，其B1900.0坐标为赤經23h 32m 28s，赤緯-46° -66.52′ 44″。